# 恩班迪语
恩班迪语是一个隶属于乌班吉语支的方言连续体，其使用者主要集中在中非共和国和刚果民主共和国。使用者总共约有250290人，分南北两大方言。桑戈语就是以北恩班迪语为基础的。